# Maestro di La Seu d'Urgell
Maestro di La Seu d'Urgell (fl. XV secolo) è stato un pittore spagnolo, attivo in Catalogna alla fine del XV secolo.

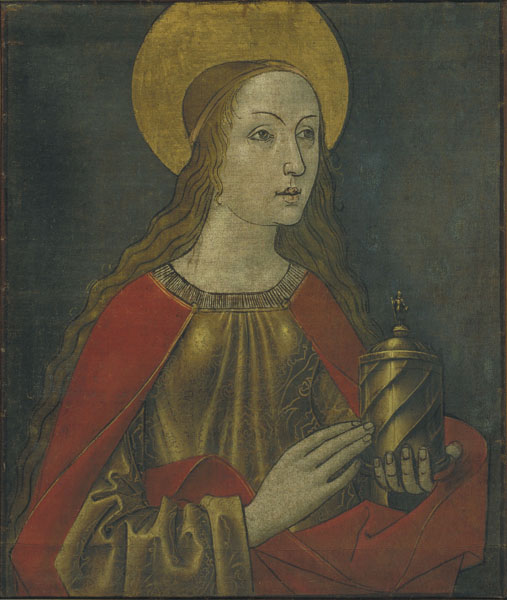
Tavola di Santa Maddalena appartenente alle porte dell'organo della cattedrale di Santa María de Urgel (c.1495-1498), conservato nel Museo nazionale d'arte della Catalogna

Gli è attribuita una serie di dipinti provenienti dalle porte dell'organo della cattedrale di Santa Maria di Urgell, tra cui si può vedere la Presentazione di Gesù al Tempio. La Pala d'altare San Girolamo penitente e l'Annunciazione conservate attualmente nel Museo nazionale d'arte della Catalogna  di Barcellona.
Le sue opere sono influenzate da correnti di origine flamenca, a causa della sua meticolosità, non normale in quel momento. Denotano anche una certa influenza italiana, grazie alle atmosfere e al naturalismo delle loro opere.
Ci sono alcune ipotesi, non corroborate, che dicono che potrebbe essere Rodrigo Valdevels, domiciliato a Barcellona nel 1498 e pittore della casa del vescovo di Urgell Pietro de Cardona o Rodrigo de Bielsa, pittore dei bozzetti su lato della stessa casa del vescovo.

## Opere (parziale)
- Presentazione di Gesù al Tempio
- San Girolamo penitente